# Rinus van Schendelen
Marinus Petrus Christophorus Maria (Rinus) van Schendelen (Heemstede, 12 juli 1944 – Rotterdam, 5 september 2024) was een Nederlandse politicoloog. Van 1980 tot 2005 was hij hoogleraar politicologie aan de Erasmus Universiteit Rotterdam.

## Loopbaan
Van Schendelen studeerde af in 1970 in Amsterdam op de scriptie Demokratie en bestemmingsplan. Een analyse en evaluatie van besluitvorming bij ruimtelijke planning en promoveerde te Rotterdam op Parlementaire informatie, besluitvorming en vertegenwoordiging. Sinds 1971 publiceerde hij artikelen in Intermediair over politicologische onderwerpen. In 1980 werd hij hoogleraar politieke wetenschappen aan de Erasmusuniversiteit in Rotterdam; zijn oratie sprak hij uit op 11 december 1984. Sinds 2005 was hij emeritus hoogleraar. Hij schreef verschillende boeken over lobbyisme, ook in de Europese politieke context.
Van Schendelen bemiddelde in de totstandkoming van een college van burgemeester en wethouders in de gemeente Rotterdam na de gemeenteraadsverkiezingen van 2002.
Hij overleed in 2024 op 80-jarige leeftijd.